# Amerikanische Kalotte

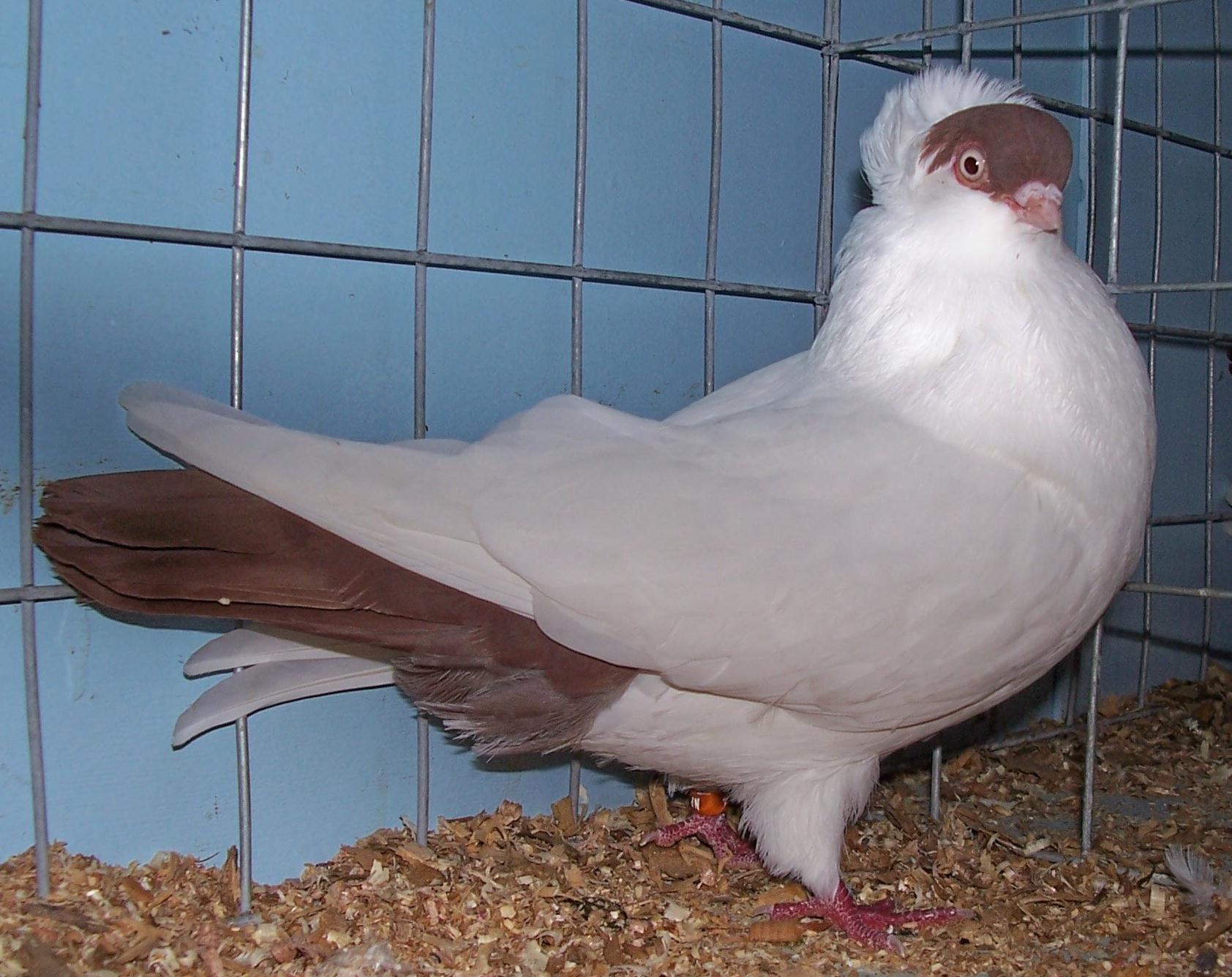
Helmet mit Haube.

Amerikanische Kalotten oder Helmets sind Kalotten amerikanischer Zuchtrichtung, die erstmals 1973 in den USA ausgestellt wurden. Der amerikanische Name dieser Taubenrasse geht auf das deutsche Wort „Helm“ für die die Schädelkalotte abdeckende Kopfbedeckung zurück.
Helmets verkörpern den ursprünglichen Flugtyp der Kalotten und werden auch zum Hochflug verwendet. Sie sind nicht so schlank wie  Niederländische Kalotten und etwas größer als die deutschen Helmtauben. Ihr Schnabel ist mittellang, der Kopf kann glatt befiedert oder mit Muschelhaube versehen sein.

## Nachweise und weiterführende Literatur
- Joachim Schütte, Günter Stach, Josef Wolters: Handbuch der Taubenrassen. Josef Wolters, Bottrop 1994, ISBN 3-9801504-4-5, Helmets, S. 373.
- Hans-Joachim Schille: Bildschöne Taubenrassen. von Aachener Bandkröpfer bis Züricher Weißschwanz (= Spezies in Farbe. Band 2). Karin Wolters, Sebnitz 2001, ISBN 3-9806312-2-2, Amerikanische Kalotten, S. 33.